# Mitologia abnaki
La mitologia abnaki (o wabunaki) és la pròpia de les tribus ameríndies abnakis. Considera la història dividida en tres períodes:
- Edat antiga: la humanitat i la vida animal són indiferenciades, són el mateix
- Edat d'or: els humans continuen sent animals però hi ha més humans que animals
- Edat present: els humans i els animals són completament diferents.

Les cerimònies religioses són dutes a terme per xamans, anomenats medeolins (mdawinno).

## Éssers de l'edat antiga
Ato-sees' (o Atosis)un Medeolí que és humà i serp alhora, que força a la gent a buscar un pal per així poder cuinar-la. Aquest ésser fou encegat per Moosbas
'Az-ban (o Azeban)esperit en forma d'os rentador o golut.
Kee-wakwun canníbal enorme que habita al bosc.
'Kee-zos-ensignifica "aquell que porta el sol", és el déu del Sol, una àguila les ales de la qual s'obren per crear el dia i es tanquen per causar la nit.
Keeta-skog (o Peeta-skog lit. "Gran serp") – una serp-esperit que lluita contra el Pa-don-gi-ak
K-tsee Awa-soosSón les quatre primeres estrelles de l'Ossa Major, és caçada cada nit pels caçadors; la maten cada tardor i la seva sang cau a la Terra canviant els colors dels arbres. A la primavera, reneix.
Mat-gwasun ésser amb forma de conill, el primer medeolí.
Metee-kolen-olUna raça de bruixots cruels amb cors de glaç
Nanom-keea-po-daUn ésser que viu sota terra que provoca els terratrèmols.
Nee-benuna dona que amb la seva bellesa força a Pe-ben a fugir al nord, representa l'estiu.
P-mol-a (o Pamola, Bmola, Pomola)un ocell i ésser de la nit que condueix als seus presoners a Alomkik, al costat del mont Katahdin, i provoca el mal temps.
P-son-enun ésser en forma d'àguila que fa que nevi obrint les seves ales.
Pa-don-gi-akset germans de pell clara i cabells daurats, mig humans mig ocells que habiten al llac Champlain. Feroçment lluiten contra Keeta-skog i són els éssers dels llamps i els trons.
Pe-ben (o Pebon) : un bruixot que adorm a la gent quan explica històries. És l'esperit d'hivern.
See-gwenun jove que estima a Nee-ben (l'estiu) i el porta al nord cada primavera.
Tabal-dak (o Tabaldak)el creador, androgin, de l'existència.
Wa-won-dee-a-megwun ésser en forma de caragol que pot viure dins els arbres, sota terra o a l'aigua. Pot canviar de mida i aparença i semblar una serp enorme, un alligator, o un home escamat. Té banyes que es poden moldre per a fer una poció màgica.
Wad-zoos-enl'àliga que mou les seves ales per a crear el vent..
Wassan-mon-ganeehla-akuna raça d'humans que juguen amb una pilota de llum, creant l'aurora polar. .

## Éssers de l'edat d'or
Oodzee-hozo (o Odzihozo)"l'home que s'ha creat a ell mateix." Un home que existia abans de la creació de les cames. Escalava per tot arreu creant muntanyes, valls i rius. En aquesta primera forma, es deia Bemee-geedzin-pobi-zeed. Creà també el llac Champlain, sagrat pels abnakis. es transformà en pedra al mig del llac i viu a l'illa de Rock Dunder, a l'oest de Burlington, a Vermont.
Tool-baÉsser imbecil en forma de tortuga; oncle de Gluskab.
Pla-ween-nooésser en forma de tortuga, mare de Gluskab i santa patrona dels Sokwaki.
Moos-basésser en forma de visó. Fill adoptat de Gluskab, fabrica fletxes.
Mool-semel gos blanc de Gluskab que podia contraure's o fer-se gran.
M-da-weelh-akel gos negre de Gluskab i el seu missatger amb les mateixes propietats que Mool-sem.
A-senee-ki-wakwuna raça de gegants de pedra. El primer poble creat per Gluskab, però els destruí perquè aixafaven altres animals i feien malbé la terra per la seva gran mida.

## Gluskab i Malsumis
Tabal-dak, l'ésser creador, creà els humans. Gluskab (amb variants depenent de les branques abnakis com Glooscap, Glooskap, Gluskabe Klooskomba et Nanabozho) i Malsumis van néixer de la pols sobre la seva mà. Els dos tenen el poder de fer un món millor, però només Gluskab el posa en pràctica. Malsumis vol, avui, fer mal.
Gluskab fundà l'edat d'or de la terra canviant els éssers del mal de l'edat antiga, fent-los més petits i menys perillosos. Va ensenyar als humans a caçar i pescar, construir refugis i els ensenyà tota la resta del saber abnaki de l'art, la invenció i la ciència.
Quan se'n va Gluskab acaba l'edat d'or, però va prediure que tornaria a néixer.
Me-koom-wee-soo é l'assistent de Gluskab; té un arc d'ivori. S'emporta i pesa fàcilment la pell i si s'enfada es converteix en pedra. Gluskab i ell feren un cop una competició de tir a l'arc; Me-kom-wee-soo tira una fletxa al cim del mont Washington, creant-hi un estany, i la fletxa de Gluskab va fer un forat al cel, anomenat msatawa (l'estrella del vespre).
Gluskab sabia que els caçadors pressionaven l'ecosistema i podient fer-lo malbé. Va demanar ajuda a l'esperit de la marmota, ili va donar tots els pels al seu ventre, teixits per formar un sac màgic. Gluskab anà tot seguit a una muntanya on Tabal-dak havia posat una àguila enorme (P-mol-a), que feia vent movent les ales. Després d'haver-les-hi lligat es donà compte que una mica de vent era necessari i les hi deslligà una mica.
Salvà el món d'un monstre en forma de granota que s'empassava tota l'aigua del planeta. Quan Gluskab va disseccionar el monstre, els animals van fugir, convertint-se en peixos.
Alguns abnakis creien que gluskab estava enfadat perquè els Blancs no obeïen a les seves lleis.

## Éssers de l'edat present
Alom-bag-winno-sisUn ésser una mica lladregot que intercanvia les canoes.
Alom-begwi-no-sisUna raça d'homes aquàtics i nans que poden fer-se petits o grans segons el seu humor. Tenen una olla en la que poden transformar grans de blat de moro en una quantitat enorme.
Ask-we-da-eedUn ésser de foc, en forma de follet, que domina la mala sort i la mort, també relacionat amb els cometes i els meteorits.
AtsolowasUn ésser malvat que roba
Awa-hon-doÉssers en forma d'insecte que piquen als humans.
Awes-kon-waUn petit follet volador associat amb els Mohawk.
BatsolowanagwesUn lladre benigne.
Bedig-wajo (Abnakis de l'oest) o Ktaden (Abnakis de l'est)Un heroi.
Chibaiskwedaun gas de les marismes creat pel fantasma d'un cos mal enterrat.
Do-gakw-ho-wadpetits homes que des petits hommes que aguanten les mandíbules dels animals per evitar ser menjats.
Dzee-dzee-bon-daun monstre horrorós que li fa por la seva pròpia aparença.
Ko-gokun altre monstre.
Lo-lolun monstre que espanta.
M-ska-gwe-demoosuna dona que viu a les marismes. Plora tota sola al bosc i és potencialment perillosa.
Maski-mon-gwe-zo-osuna criatura en forma de granota que sedueix homes i infants i els mata.
Meek-moos-akuna parell de bessonets que sedueixen a les dones, que són condemnades a no voler-se casar mai., maten els caçadors a l'hivern.
N-dam-keno-wetune cratura meitat peix, meitat humana amb una cara petita i cabells llargs, provoca a les dones a banyar-se dins el riu.
P-skig-demo-osuna criatura femenina que mata homes i nens.
Pak-zin-skwauna vella lletja
Pim-skwa-wagen-owadpetites criatures aquàtiques que pessiguen
Pok-wegee-menpetites criatures creades a partir de l'escorça de freixe.
Tsi-noouna persona amb cor de glaç i sense ànima, menja ànimes d'altra gent per tenir forces.
Wana-games-akcriatures aquàtiques simpàtiques, aliades amb els abnakis, que els prevenen dels atacs. Les seves cares són tan estretes que gairebé són en dues dimensions..